# Калмыков, Илларион Васильевич
Илларион (Иларион, Ларион) Васильевич Калмыков (1803 или 1816 — 12 октября 1841, Ахалцихе) — один из видных деятелей и идеолог духоборского верования. Сын лидера духоборов, Василия Калмыкова.
Илларион Калмыков стал лидером духоборов в 1832 году. Ещё не став лидером, Илларион пользовался уважением всех духоборов. Однако, вступив во власть, Калмыков стал много пить, из-за чего дела общины стали ухудшаться. Дошло до того, что Илларион отошёл от власти, предоставив право распоряжаться жизнью духоборов совету старейших общины из 30 человек, который, в свою очередь, вёл себя очень жестоко, часто наказывая безвинных единоверцев. Видя это и скорую кончину Калмыкова, духоборы стали жаждать наследника; они даже предоставили Иллариону 6 наложниц, чтобы тот скорее зачал будущего лидера общины.
В начале 1840-х духоборы были высланы на Кавказ. В числе первой группы переселенцев в июне 1841 года был и Калмыков, который 12 октября того же года скончался в Ахалцихе. Он был похоронен на холме Могилки близ Терпенской балки в Самцхе-Джавахети; впоследствии место захоронения Иллариона стало почитаться как Святое.
Калмыков был женат. Его супругой была девушка Меланья. От неё у Иллариона было 2 сына, Пётр и Василий. После смерти Иллариона Меланья некоторое время выполняла функции регента духоборов, вплоть до 18-летия Петра.